# Rybniště
Rybniště település Csehországban, Děčíni járásban. Rybniště Kytlice, Chřibská, Horní Podluží, Krásná Lípa, Jiřetín pod Jedlovou és Varnsdorf településekkel határos. Lakosainak száma 707 fő (2024. január 1.).

## Népesség
A település lakosságának változását az alábbi diagram mutatja:
| Lakosok száma | 2191 | 2329 | 2127 | 1135 | 871  | 662  | 650  | 665  | 668  | 707  |
|               | 1869 | 1900 | 1921 | 1961 | 1980 | 2011 | 2016 | 2019 | 2021 | 2024 |